# یواس‌ان‌اس میشن پوریزیما (تی-ای‌او-۱۱۸)
یواس‌ان‌اس میشن پوریزیما (تی-ای‌او-۱۱۸) (به انگلیسی: USNS Mission Purisima (T-AO-118)) یک کشتی بود که طول آن ۵۲۴ فوت (۱۶۰ متر) بود. این کشتی در سال ۱۹۴۳ ساخته شد.